# Evangelii gaudium
Evangelii gaudium (pol. Radość Ewangelii) – pierwsza adhortacja papieża Franciszka, ogłoszona na zakończenie Roku Wiary, dnia 24 listopada 2013 w Watykanie.
Adhortacja jest owocem zgromadzenia synodu biskupów nt. nowej ewangelizacji, które miało miejsce w Rzymie 7-28 października 2012, jeszcze za pontyfikatu papieża Benedykta XVI. Adresatami adhortacji są biskupi, prezbiterzy, diakoni, osoby konsekrowane oraz wierni świeccy. Tekst podzielony jest na 288 punktów (5 rozdziałów). Jak sam autor zaznaczył w rozdziale wstępnym, postanowił zająć się następującymi kwestiami:
- reforma Kościoła u początku misyjnego wyjścia
- pokusy zaangażowanych w duszpasterstwo
- Kościół pojmowany jako całość ludu Bożego, który ewangelizuje
- homilia i jej przygotowanie
- społeczna integracja ubogich
- pokój i dialog społeczny
- duchowe motywacje dla misyjnego zaangażowania